# Josep Maria Martí i Martí
Josep Maria Martí i Martí (Reus, 1950) és un periodista, gestor d'emissores de ràdio i professor universitari. Va ser director de Ràdio Barcelona i de la SER a Catalunya, secretari general dels Premis Ondas i degà del Col·legi de Periodistes de Catalunya entre el 2010 i el 2014.
És professor del Departament de Comunicació Audiovisual i Publicitat de la Universitat Autònoma de Barcelona. El 2010 va ser escollit degà del Col·legi de Periodistes de Catalunya amb la candidatura “Un col·legi útil per a tots”. Va obtenir un 63 % de vots en les eleccions del 12 de març de 2010 i va superar la candidatura de Salvador Cot, qui va obtenir el 36 % dels vots.
Al 1978 va ser un dels promotors i redactor en cap de l'efímer setmanari Mestral, un periòdic d'informació política que volia abastar les comarques meridionals de Catalunya. Va ser redactor en cap de Ràdio Reus (1977-1982), director de la Cadena SER a Tarragona (1982-1986), director de Rebsa Cadena Catalana (1986-1989) i director de Ràdio Barcelona i la cadena SER Catalunya (1989-2002). En l'àmbit docent, fou vicedegà de la Facultat de Ciències de la Informació (UAB) i fou director del màster de Direcció i Gestió d'Empreses Radiofòniques de la Universitat Autònoma de Barcelona i presidí la Societat Catalana de Comunicació de l'Institut d'Estudis Catalans i promogué tres congressos sobre la ràdio a Catalunya.
Mentre va ser el secretari general dels Ondas (1989-2017), els premis concedits per Ràdio Barcelona varen consolidar-se com els guardons de referència de la ràdio a Espanya i varen aconseguir una gran repercussió internacional.
Fou membre del Comitè de Ràdio de la Unió Europea de Radiodifusió i del Forum éuropenne de la Ràdio. L'any 2007 creà l'Observatori de la Ràdio de Catalunya, que forma part del Grup de Recerca en Imatge So i Síntesi (GRISS) del Departament de Comunicació Audiovisual i de Publicitat (UAB).
La Generalitat de Catalunya li atorgà la Creu de Sant Jordi el 2014.
Va rebre el Premi Ondas 2014, per la seva trajectòria professional al llarg de més de 40 anys i per la seva aportació a la ràdio en el context espanyol i català.